# Pascale Roberts
Pascale Roberts (n. 21 octombrie 1930, Boulogne-Billancourt, Franța – d. 26 octombrie 2019, Garches, Métropole du Grand Paris, Franța) a fost o actriță de teatru, film și de televiziune, franceză. 

## Biografie
Marie-José Walsain-Laurent s-a născut dintr-un tată anglo-italian și o mamă creolă. La vârsta de 5 ani, Pascale Roberts s-a înbolnăvit de poliomielită, ceea ce a necesitat să ia lecții de dans pentru a-și reabilita mușchii atrofiați.
A devenit cunoscută la nivel internațional după rolul principal ca Irène din filmul Lupii la stână (1960) și alte filme care au urmat, în special filmul de debut al lui Costa-Gavras Compartimentul ucigașilor (1965).
Cariera ei de succes în televiziune a început în 1965, alături de Henri Serre și Geneviève Grad, unde a jucat rolul principal ca Nathalie Dulac în serialul Une chambre à louer. Au urmat roluri de invitat în seriale precum Allô Police și Les Cinq Dernières Minutes sau rolul principal al Corei în mini-seria Les Roses de Dublin.
În 1973, a jucat alături de Jean-Claude Pascal în serialul Le Temps de vivre et le temps. Cel mai cunoscut rol al ei rămâne cel de Madame Colin, mama victimei crimei (Isabelle Huppert), în „Monsieur Dupont – Incident pe Coasta de Azur” al lui Yves Boisset (Dupont Lajoie, 1975). Munca ei include peste 150 de producții de film și televiziune. Ultima ei apariție ca actriță a fost în 2016. 
În 1998 a fost nominalizată la Premiul César.

## Filmografie selectivă
- 1954 Les femmes s'en balancent, regia Bernard Borderie
- 1954 Madame du Barry, regia Christian-Jaque
- 1955 Cherchez la femme, regia Raoul André
- 1956 Les Mémoires d'un flic, regia Pierre Foucaud
- 1957 Quand la femme s'en mêle, regia Yves Allégret
- 1960 Lupii la stână (Les Loups dans la bergerie), regia Hervé Bromberger
- 1964 Le Mystère de la jonque rouge, regia Helmut Ashley
- 1964 Relaxează-te, dragă! (Relaxe-toi chérie), regia Jean Boyer
- 1965 Compartimentul ucigașilor (Compartiment tueurs), regia Costa-Gavras
- 1974 Permisul de conducere (Le Permis de conduire), regia Jean Girault
- 1975 Dupont Lajoie, regia Yves Boisset
- 1975 L'Incorrigible, regia Philippe de Broca
- 1980 Trei oameni periculoși (Trois hommes à abattre), regia Jacques Deray
- 1981 Afacerea Pigot (Pour la peau d'un flic), regia Alain Delon
- 1983 Prends ton passe-montagne, on va à la plage, regia Eddy Matalon
- 1983 Surprise Party, regia Roger Vadim
- 1994 La Fille de d'Artagnan, regia Bertrand Tavernier
- 1997 Marius et Jeannette, regia Robert Guédiguian
- 1999 Chili con carne, regia Thomas Gilou
- 2003 Je reste !, regia Diane Kurys
- 2004 Mon père est ingénieur, regia Robert Guédiguian
- 2008 Lady Jane, regia Robert Guédiguian

## Distincții
- 1998 Premiul César – a 28-a ediție 
  - Nominalizare la César pentru cea mai bună actriță în rol secundar în filmul Marius et Jeannette (1997)